# Rattus nativitatis
Espèce
Synonymes
- Mus nativitatis Thomas, 1889 - protonyme[2]

Statut de conservation UICN

 EX  : Éteint
Rattus nativitatis est une espèce éteinte de mammifères de la famille des Muridés. C'était l'une des deux espèces de rats endémiques de l'île Christmas en Australie avec Rattus macleari. Ces deux espèces se sont éteintes au début du XXe siècle, probablement à cause d'une maladie apportée par le Rat noir (Rattus rattus) lors de son introduction sur l'île.